# Karl Christian Wolfart
Karl Christian Wolfart, auch Christian Carl Wolfart (* 2. Mai 1778 in Hanau; † 17. Mai 1832 in Berlin), Bruder des preußischen Beamten Philip-Ludwig Wolfart, war ein deutscher naturphilosophischer Arzt, Anhänger des animalischen Magnetismus von Franz Anton Mesmer und Amateur-Dichter.

## Leben
Karl Christian Wolfart studierte seit dem Wintersemester 1794 Medizin in Göttingen, danach in Marburg. Dort wurde er im Jahr 1797 auf der Grundlage der Dissertation De genii morborum mutatione hominum vitae rationi tribuenda zum Doktor der Medizin promoviert und wirkte anschließend als praktischer Arzt in Hanau. Im Jahr 1800 war Wolfart außerordentlicher und 1803 ordentlicher Professor der Physik und Medizin am kurfürstlichen oberen Gymnasium in Hanau. Ab 1801 arbeitete er als Brunnenarzt in Wilhelmsbad sowie ab 1804 als Arzt in Berlin und Warschau. Wie der ebenfalls mit dem Mesmerismus vertraute Mediziner David Ferdinand Koreff wurde Wolfart in Berlin Mitglied des 1803 gegründeten Nordsternbundes, einer Vereinigung von Dichtern um Karl August Varnhagen von Ense und Adelbert von Chamisso.
Von 1805 bis 1807 war er Kommissar zur Abwehr des Gelbfiebers an der österreichischen Grenze. Im Jahr 1810 habilitierte sich Karl Christian Wolfart in Berlin mit der Schrift Ueber die Bedeutung der Zeichenlehre in der Heilkunde. Wolfart gab von 1811 bis 1814 das medizinisch-chirurgische Wochenblatt Askläpieion heraus. Im Jahr 1812 reiste er im Auftrag der Preußischen Kommission zur Untersuchung des Magnetismus zu dem Arzt und Heiler Franz Anton Mesmer in Frauenfeld in der Schweiz und dokumentierte in seinem Werk Mesmerismus oder System der Wechselwirkungen das Denkgebäude Mesmers und seine praktischen Hinweise zur Heilung. Ab 1813 war er Oberarzt in Berlin. Im Jahr 1817 wurde Wolfart zum ordentlichen Professor für Heilkunde an der Berliner Universität ernannt.
Er war Hausarzt der Adligen von Arnim und von Friedrich Carl von Savigny. Wolfart war ein Cousin der Schwestern Hassenpflug und schrieb als literarischer Mentor Verse für Karoline von Günderrode und ihre Schwestern.
Wolfart wurde vorgeworfen, 1819 seine Patientin Caroline Bernhardine Sophie Friederike von Altrock (1794–1864, später verh. Martini) bei einer magnetischen Sitzung missbraucht zu haben. Sie war die Tochter der Sophie Juliane Auguste von Altrock (1768–1828), geb. Blücher, die 1792 den Rittmeister Johann Christian Karl von Altrock (1753–1825) geheiratet hatte, und damit eine Enkelin des berühmten Feldmarschalls Gebhard Leberecht von Blücher, weshalb der Fall einiges Aufsehen erregte. Die Eltern erzwangen daraufhin zunächst eine Verlobung mit Wolfart, die wieder gelöst werden musste. Wie sich herausstellte, konnte Wolfart glaubhaft machen, er sei von der Patientin außerhalb einer solchen Sitzung verführt worden; sie soll auch drogenabhängig gewesen sein, weshalb sie dem Arzt Opiumrezepte entwendete. Infolge eines Gerichtsverfahrens verlor sie deshalb das Recht, den Adelstitel zu führen; zu einem Verbot der in preußischen Regierungskreisen damals beliebten Magnetismus-Heilverfahren, das wegen der Affäre erwogen wurde, kam es jedoch nicht.
Ältere biographische Artikel nennen häufig den 18. Mai 1832 als Todesdatum. Wolfart starb jedoch bereits am 17. Mai. Das belegt zum einen die Traueranzeige der Familie. Zudem notierte der Berliner Theologieprofessor und Pastor Friedrich Daniel Ernst Schleiermacher, der am 21. Mai die Grabrede für Wolfart hielt, dessen Tod in seinem Tageskalender für den 17. Mai 1832.

## Ehrungen
1818 wurde er zum Mitglied der Deutschen Akademie der Naturforscher Leopoldina gewählt.

## Schriften und Werke
- Ueber den Genius der Krankheiten. Frankfurt am Main 1801.
- Formulare oder Lehre der Abfassung von Rezepten. Guilhauman, Frankfurt am Main 1803.
- Das Wesen des gelben Fiebers und seine Behandlungsart nosologisch untersucht. Berlin 1905.
- Das Faulfieber, in besonderer Beziehung auf dessen Erscheinung im Kriege. Halle/Berlin 1814.
- Mesmerismus oder System der Wechselwirkungen. Theorie und Anwendung des thierischen Magnetismus als die allgemeine Heilkunde. Nikolai, Berlin 1814.
- Erläuterungen zum Mesmerismus. Nikolai, Berlin 1815.
- Der Magnetismus gegen die Stieglitz-Hufelandische Schrift über den thierischen Magnetismus in seinem wahren Werth behauptet. Nikolai, Berlin 1816.
- Grundzüge der Semiotik in Lehrsätzen als Leitfaden zu Vorlesungen. Nikolai, Berlin 1817.
- (Hrsg.:) Jahrbücher für den Lebens-Magnetismus oder neues Asklaepieion. Allgemeines Zeitblatt für die gesammte Heilkunde nach den Grundsätzen des Mesmerismus, Brockhaus, Leipzig 1.1818–5.1822/23; Bd. 1 (Web-Ressource); Bd. 3 (Web-Ressource); Bd. 4 (Web-Ressource); Bd. 5 (Web-Ressource).
- Nosologische Therapie. Dümmler, Berlin 1826.
- Hülfs-Tafeln wider die Indische Seuche als Resultat eigner praktischer Erfahrungen. Logier, Berlin 1832.

### Dichterische Werke
- Guntha. 1809.
- Hermann. Schauspiel. 1810.
- Obernlibretti unter anderem zu Nero.
- Weihnacht-Klänge geistlicher Lieder. 1825.